# Pentila albida
Pentila albida är en fjärilsart som beskrevs av Hawker-smith 1933. Pentila albida ingår i släktet Pentila och familjen juvelvingar. Inga underarter finns listade i Catalogue of Life.